# ویلیبالد روتن‌اشتاینر
ویلیبالد روتن‌اشتاینر (آلمانی: Willibald Ruttensteiner؛ زادهٔ ۱۲ نوامبر ۱۹۶۲) بازیکن سابق و مربی فوتبال اهل اتریش است.